# Армянская епархия Бессарабии
Бессарабская епархия Эчмиадзинского патриархата Армянской Апостольской церкви (арм. Հայ Առաքելական եկեղեցու Էջմիածնի պատրիարքության Բեսարաբիայի թեմ) — упразднённая архиепископская епархия Армянской Апостольской церкви бывшая в составе Эчмиадзинского патриархата.
Сегодня территория упразднённой Бессарабской епархии входит в ведение Ново-Нахичеванской и Российской епархии Армянской Апостольской церкви.

## История
В юрисдикцию Бессарабской епархии входили юго-западные губернии Российской империи. По данным на 1911 год количество верующих данной епархии Армянской Апостольской церкви — 20.000, общин — 19.
Епархия имела 13 церквей.